# Phil McGraw
Phillip Calvin McGraw (Vinita, 1950. szeptember 1. –), ismertebb nevén Dr. Phil amerikai televíziós személyiség, szerző, műsorvezető. Leginkább a Dr. Phil című talk show házigazdájaként ismert. 
A kilencvenes években többször is szerepelt a The Oprah Winfrey Show-ban. Oprah Winfrey ezután segített McGraw-nak elindítani saját műsorát, amelyet 2002 szeptemberében mutattak be. 
2006 óta nem újította meg a foglalkozása gyakorlásához szükséges engedélyt.

## Élete
1950. szeptember 1.-jén született az oklahomai Vinitában, Joseph J. McGraw Jr. és Anne Geraldine "Jerry" gyermekeként. Három nővére van. Észak-Texasban nőtt fel nővéreivel. 13 éves korában egy A&W Root Beer-standnál, illetve a helyi "Pizza Planet" nevű étteremben dolgozott.
Ezután Kansasbe költözött apjával, akinek az volt a vágya, hogy pszichológus legyen. McGraw a Shawnee Mission North High Schoolban tanult, és szerepelt az iskolai focicsapatban is. 1968-ban ösztöndíjat nyert a Tulsa Egyetemre, majd a Midwestern State Universityn folytatta tanulmányait. 1975-ben diplomázott.

## Kritikák
Tanácsait és módszereit több kritika is érte; általában egyszerűnek, hatástalannak vagy ártó hatásúnak gondolják. Phil egy 2001-es interjúban kijelentette, hogy sosem szerette a hagyományos tanácsadást.

## Magánélete
1970-ben vette feleségül Debbie Higgins McCall-t. Debbie szerint férje kemény ember volt, és nem engedte neki, hogy beszálljon a családi üzletbe. Ezek mellett a hűtlenség is végett vetett a házasságnak.
1973-ban kezdett járni Robin Jo Jamesonnal, akivel három évvel később összeházasodott. Két gyermekük született: Jay és Jordan McGraw.
Pilótaengedéllyel is rendelkezik. Keresztény vallású. 2003 októberében alapította meg a Dr. Phil Foundation nevű alapítványt.